# Begonia alpina
Espèce
Synonymes
- Begonia monticola Ridl.[2]

Begonia alpina est une espèce de plantes de la famille des Begoniaceae.
Ce bégonia est originaire du Pahang, en Malaisie. L'espèce fait partie de la section Platycentrum ; elle a été décrite en 1983 par les botanistes Lyman Bradford Smith (1904-1997) et Dieter Carl Wasshausen (1938-).